# Мелита Сперлинг
Мелита Сперлинг (на немски: Melitta Sperling) е австрийска и американска психоложка (вкл. психоаналитичка), психиатърка и педиатърка.

## Биография
Родена е през 1899 година в Снятин, Галиция (днес в Украйна). Учи в гимназия във Виена до 1918 г., а след това започва да изучава медицина във Виенския университет и завършва през 1924 г. Впоследствие специализира педиатрия и психиатрия и работи в многопрофилна болница.
Омъжва се през 1929 г. за Ото Сперлинг (1899 – 2002), който също е психоаналитик. Двамата имат син и дъщеря. Същата година тя започва обучителна анализа с Ана Фройд, която поради аншлуса на Австрия с Германия се прекратява през 1938 г.
Двамата със съпруга ѝ заминават за Ню Йорк и тя започва работа в Бруклинската еврейска болница. Там си отваря частна практика и става член и контролен аналитик на Нюйоркското психоаналитично общество. По-късно започва да преподава психиатрия и психоанализа в Отдела за психоаналитично обучение на медицинския център Даунстейт към Щатския университет в Ню Йорк.
Умира на 28 декември 1973 година в Ню Йорк на 74-годишна възраст.